# Foho Lebulisa
Der Foho Lebulisa (kurz Lebulisa) ist ein osttimoresischer Berg im Verwaltungsamt Maubara (Gemeinde Liquiçá). Er hat eine Höhe von 565 m und befindet sich im Zentrum der Aldeia Cai-Cassa im Suco Gugleur. Auf dem Berg liegt das Dorf Cai-Cassa. Östlich des Berges fließt der Tikidur, ein Quellfluss des Marae und westlich der Paroho, ein Nebenfluss des Baulu.